# Autoserica collarti
Autoserica collarti är en skalbaggsart som beskrevs av Louis Burgeon 1942. Autoserica collarti ingår i släktet Autoserica och familjen Melolonthidae. Inga underarter finns listade.